# Herman Wedemeyer
Herman Wedemeyer (* 20. Mai 1924 in Hilo, Hawaii, Vereinigte Staaten; † 25. Januar 1999 in Honolulu) war ein US-amerikanischer Schauspieler, Sportler und Politiker.

## Leben
Wedemeyer besuchte die High School in Honolulu.
Dort begann er schon American Football und Baseball zu spielen.
Nach dem Krieg setzte er seine Ausbildung am Saint Mary’s College of California fort.
Nach Beendigung der Schule spielte er für zwei Jahre professionell Football.

## Schauspielerische Tätigkeit
1970 spielte Wedemeyer im Film Herrscher der Insel mit. Ab 1968 erhielt Wedemeyer mehrere kleinere Rollen in der Fernsehserie Hawaii Fünf-Null. Von 1972 bis 1980 spielte Wedemeyer in 148 Episoden dieser Fernsehserie die Rolle des Duke Lukela (Staffel 4, Episode 19 bis Staffel 12, Episode 19).
1981 spielte er in Staffel 1 Episode 11 der Fernsehserie Magnum P.I. den Coroner. Im Fernsehfilm Hawaii Five-O trat er 1997 wieder als Duke Lukela auf.

## Politisches Engagement
Wedemeyer wurde 1968 in das Honolulu City Council gewählt.
1970 und 1972 wurde er zum Mitglied des Repräsentantenhaus von Hawaii gewählt.

## Sportliche Betätigung
Wedemeyer spielte als Halfback American Football. Er spielte 1948 für die Los Angeles Dons und 1949 für Baltimore Colts in der All-America Football Conference (AAFC). Außerdem spielte er 1950 Baseball für die Salt Lake City Bees.
1945 gehörte Wedemeyer zum Associated Press und United Press International All-American-Team.
Für seine sportlichen Leistungen wurde er in die National Football Foundation College Football Hall of Fame und die Hawaii Sports Hall of Fame aufgenommen.

## Familie
Wedemeyer war verheiratet.
Er hatte sechs Kinder, zehn Enkelkinder und zwei Großenkelkinder.

## Trivia
Mit einer Körpergröße von 1,78 m und einem Gewicht von 77 kg war Wedemeyer in der damaligen Zeit in Hawaii größer und massiger als die meisten seiner Mitspieler, die zu ihm aufschauten.
Er bekam besonders während seiner sportlichen Betätigung zahlreiche Spitznamen, darunter The Hawaiian Centipede (Der hawaiianische Tausendfüßler), Squirmin' Herman (Der sich windende Herman), Hula Hips (Hula-Hüften), The Hula-Hipped Hawaiian (Der Hula-Hüften-Hawaiianer), The Hawaiian Hurricane (Der hawaiianische Hurrikan), The Flyin’ Hawaiian (Der fliegende Hawaiianer), The Waikiki Wonder (Das Waikiki-Wunder).

## Filmografie
- 1970: Herrscher der Insel (The Hawaiians, Fernsehfilm)
- 1970–1977: Hawaii Fünf-Null (Hawaii Five-O, Fernsehserie, 155 Episoden)
- 1981: Magnum (Magnum, p.i., Fernsehserie, Episode 1x11)
- 1997: Hawaii Five-O (Fernsehfilm)